# Jean-Bédel Bokassa

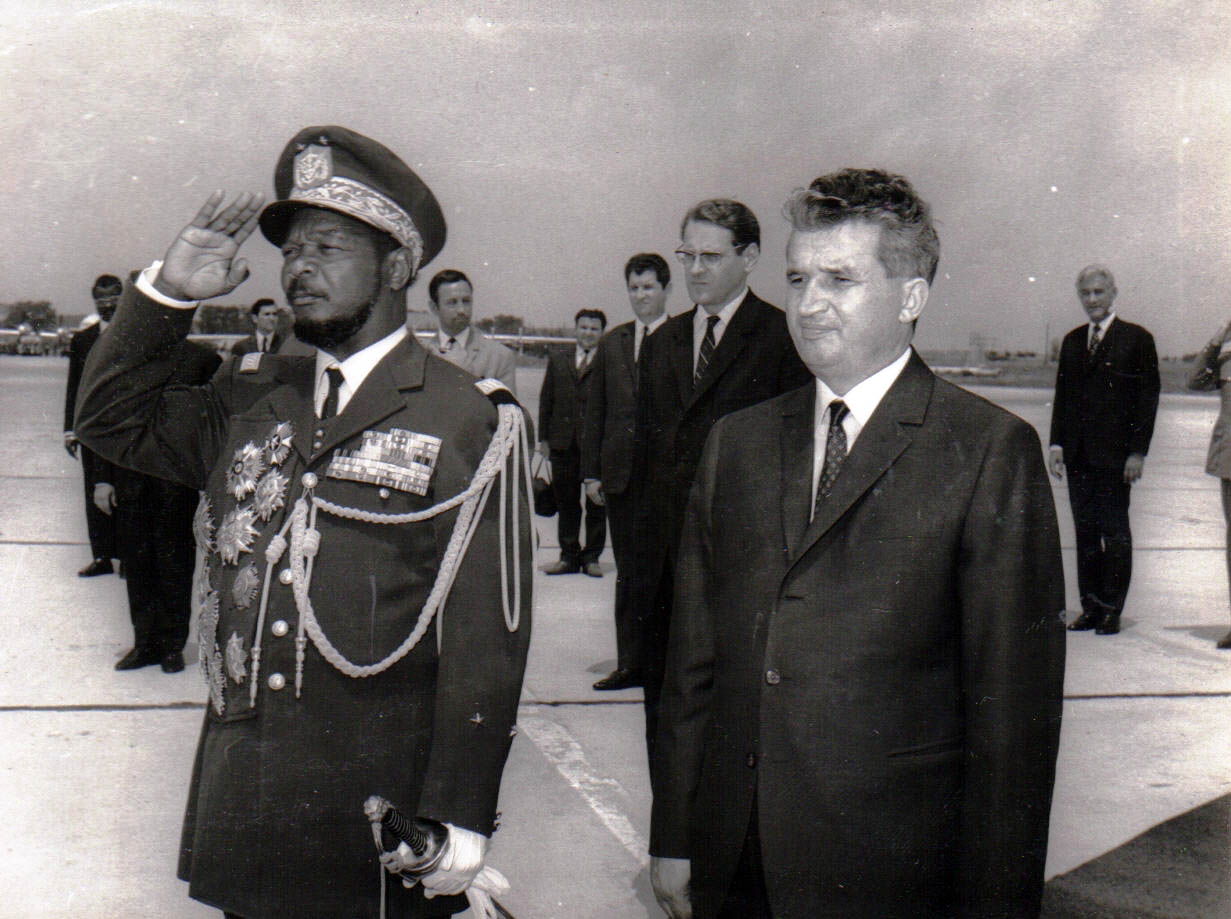
Jean-Bédel Bokassa i Nicolae Ceaușescu

Jean-Bédel Bokassa (ur. 22 lutego 1921 w Bobangi, zm. 3 listopada 1996 w Bangi) – wojskowy i polityk środkowoafrykański, dyktator w okresie od 1 stycznia 1966 do 4 grudnia 1976 jako prezydent, a następnie do 20 września 1979 jako cesarz Cesarstwa Środkowoafrykańskiego (jako Bokassa I).

## Życiorys
Syn wodza wioski plemienia Ngbaka. Jego ojciec został zabity, gdy Jean-Bédel miał 6 lat, później jego matka popełniła samobójstwo. Edukację pobierał w katolickich szkołach misyjnych i przez pewien czas planował zostanie księdzem. W  maju 1939 roku przystąpił do armii francuskiej. Podczas II wojny światowej walczył po stronie Wolnej Francji, za co w 1945 roku został uhonorowany orderem Legii Honorowej. Uczestniczył w operacji Brazzaville, gdzie walczył z siłami kolaboracyjnego rządu francuskiego. W 1944 roku z kolei wziął udział w walkach z Niemcami, biorąc udział w lądowaniu wojsk alianckich w okupowanej Prowansji (Operacja Dragoon). W kolejnych latach wyróżnił się w trakcie wojny indochińskiej. W 1961 roku awansowany do rangi kapitana. Po uzyskaniu niepodległości przez Republikę Środkowoafrykańską na wniosek prezydenta Davida Dacko (którego był kuzynem) stanął na czele sił zbrojnych republiki; nadano mu też rangę pułkownika.
Od września 1964 roku Dacko i jego ekipa zaczęła zbliżać się politycznie do Chin. Antykomunistycznie nastawiony Bokassa obawiał się, że doprowadzi to do komunizacji kraju. Bezskutecznie próbował namówić rząd Francji do zbrojnej interwencji przeciwko prezydentowi Dacko. Francja co prawda nie zgodziła się na interwencję, jednak rząd oraz prezydent Charles de Gaulle poparli Bokassę w działaniach zmierzających do obalenia Dacko. 1 stycznia 1966 roku przeprowadził zamach stanu i ogłosił się prezydentem republiki oraz przewodniczącym jedynej partii kraju – Ruchu Rozwoju Społecznego Czarnej Afryki. 4 stycznia zawiesił konstytucję i rozwiązał parlament.
Początkowo usiłował wdrożyć szereg reform mających przyśpieszyć rozwój kraju. Z czasem jego rządy jednak stały się coraz bardziej dyktatorskie i nieprzewidywalne. Po nieudanym puczu przeciwko jego rządom z 12 kwietnia 1969 roku przystąpił do dalszego umacniania władzy. W 1972 roku ogłosił się prezydentem Republiki Środkowoafrykańskiej. Jednocześnie wprowadził on „Brygady Moralności“, które pełniły rolę służby bezpieczeństwa odpowiedzialnej także za „obronę moralności“ rozumianej przez Bokassę w konserwatywny sposób. 
19 maja 1974 roku przyznano mu stopień feldmarszałka. W grudniu tego samego roku miała miejsce kolejna nieudana próba obalenia Bokassy, a 3 lutego 1976 roku próbowano go zabić. W propagandzie o zamachy oskarżeni zostali chińscy agenci i lokalni działacze komunistyczni. 2 stycznia 1975 roku Bokassa utworzył urząd premiera i powołał na urząd Elisabeth Domitien, która została w ten sposób pierwszą kobietą-szefem rządu w Afryce. 5 września 1976 roku Bokassa rozwiązał rząd, powołując w jego miejsce Środkowoafrykańską Radę Rewolucyjną. 17 września mianował Davida Dacko osobistym doradcą. 23 października, po spotkaniu z przywódcą Libii, pułkownikiem Mu’ammarem al-Kaddafim, Bokassa przyjął islam i zmienił imię na Salah ad-Din Ahmed Bokassa. Wkrótce jednak, zawiedziony brakiem pomocy ze strony Libii, powrócił do wiary katolickiej. 
Pomimo krótkiego epizodu zbliżenia do Libii, Bokassa prowadził ściśle profrancuską politykę zagraniczną, a Francja udzielała rządowi pomocy finansowej i wojskowej w zamian za możliwość wydobywania w kraju rud uranu potrzebnych do rozwoju swojego programu nuklearnego. Ówczesny prezydent Francji Valéry Giscard d’Estaing był częstym gościem Bokassy, a nawet określił się jako „przyjaciel i członek rodziny“ Bokassy, a wcześniej, jako minister finansów przyjął od dyktatora drogie diamenty, co wywołało we Francji tzw. „aferę diamentową“.
W grudniu 1976 roku przyjął tytuł cesarza i imię Bokassa I. Zmienił nazwę kraju na Cesarstwo Środkowoafrykańskie. Pełna przepychu ceremonia koronacyjna kosztowała ponad 20 milionów dolarów i wzorowana była na koronacji Napoleona Bonaparte. W tym czasie miał miejsce kryzys gospodarczy, który doprowadził do bankructwa państwa. Po zmasakrowaniu w kwietniu 1979 roku protestów uczniowskich (w wyniku czego zginęło od 100 do 200 osób) został potępiony przez społeczność międzynarodową, a Francja i Stany Zjednoczone wstrzymały pomoc finansową dla kraju. 
20 września tego samego roku Dacko przy wsparciu wojsk francuskich przeprowadził pucz i obalił urzędującego dyktatora. Bokassa udał się na wygnanie do Wybrzeża Kości Słoniowej, a następnie do Francji. W 1980 roku został skazany zaocznie na karę śmierci. W 1986 roku z niejasnych powodów zdecydował się powrócić do ojczyzny. Został aresztowany i postawiony przed sądem. W 1987 roku został uznany za winnego zabójstwa uczniów i inne przestępstwa. Jego wyrok śmierci później odroczono, a on sam został w 1993 roku uwolniony. Po wypuszczeniu na wolność Bokassa zamieszkał w Bangi. Pod koniec życia ogłosił się 13. apostołem i poinformował o rzekomych tajnych spotkaniach z papieżem. Zmarł na zawał serca w 1996 roku. Miał 17 żon i co najmniej 54 dzieci. W 2010 roku pośmiertnie ułaskawiony w związku z obchodami 50. rocznicy niepodległości kraju.